# ニーナ・エメリャノワ
- ニーナ・イェメリヤノヴァ

ニーナ・ペトロヴナ・エメリャノワ（ロシア語: Нина Петровна Емельянова；ラテン文字転写例: Nina Petrovna Emelyanova/Nina Petrovna Yemelyanova, ユリウス暦1912年11月16日(グレゴリオ暦1912年11月29日) - 1998年2月2日）は、ロシア帝国のピアニスト。

## 経歴
1912年、ロシア帝国、ヘルソン県ノボウクラインカで生まれた。1922年にロストフ・ナ・ドヌの音楽院に進学してピアノを専攻し、1929年に卒業。その後モスクワ音楽院に進み、1938年までサムイル・フェインベルクの下で研鑽を積んだ。演奏活動は1935年から行っており、1937年のショパン国際ピアノコンクールで上位入賞は逃したものの、入選を果たした。
1938年からモスクワ音楽院のピアノ科で教鞭を執ったが、1941年に一旦教職を辞し、軍事慰問での演奏活動に従事。第二次世界大戦中の1944年にモスクワ音楽院に復職。1960年に同音楽院の教授に昇格し、1965年から1976年までピアノ科の学科長を務めた。1966年にはソ連政府から人民芸術家の称号を贈られた。1991年に隠退。
1998年、モスクワにて死去。